# ديفيد جوستين (صحفي)
ديفيد جوستين (بالإنجليزية: David Heath)‏ هو صحفي أمريكي، ولد في 1959.